# Einvaux
Einvaux – miejscowość i gmina we Francji, w regionie Grand Est, w departamencie Meurthe i Mozela.
Według danych na rok 1990 gminę zamieszkiwały 284 osoby, a gęstość zaludnienia wynosiła 38 osób/km² (wśród 2335 gmin Lotaryngii Einvaux plasuje się na 765. miejscu pod względem liczby ludności, natomiast pod względem powierzchni na miejscu 793.).